# Apis mellifera iberiensis
Apis mellifera iberiensis, ou abelha ibérica, é uma subespécie de abelha melífera ocidental nativa da Península Ibérica e também presente nas Ilhas Baleares.

## Distribuição
Esta subespécie está bem caracterizada a sul e a oeste de uma linha que passa de Saragoça a Barcelona na Península Ibérica, pertencente à linhagem A de Apis mellifera originária de África, colonizando a Península Ibérica através do Estreito de Gibraltar.

## Morfologia
Apis mellifera iberiensis têm um comprimento das asas anteriores médio de 9,226 mm e 3,098 milímetro enquanto a largura da subespécie Apis mellifera mellifera é 9,381 mm e 3,0293 mm respectivamente. A primeira descrição desta abelha da Península Ibérica foi publicada na revista Bee World, por B. Adam. F. Ruttner, também descrita no seu livro "Biogeography and Taxonomy of Honeybees", depois da sua viagem de 1959 a Espanha e Portugal. 
No entanto, o nome frequentemente aplicado a esta subespécie é A.m. iberica, um epíteto originalmente proposto por Skorikov na sua monografia de 1929 sobre abelhas melíferas. Autores posteriores a Skorikov presumiram erroneamente que a iberica se referia à Península Ibérica e, assim, rapidamente adotaram o nome para a subespécie de abelhas que vivem na Espanha e em Portugal. Mas, o nome iberica é duma subespécie caucasiana de abelhas melíferas, epíteto referente à designação greco-romana para o Reino da Ibéria estabelecido naquela região na antiguidade. Assim a A. m. iberica de Skorikov não tem nada a ver com a subespécie de abelhas do Mediterrâneo Ocidental e, segundo as regras de nomenclatura, o nome iberica não é válido para esta linhagem de abelhas melíferas. O nome corrigido e válido para a subespécie é Apis mellifera iberiensis.
A iberiensis tem o tamanho corporal da subespécie europeia com asas anteriores mais estreitas e abdómen mais largo. É de cor castanho escuro a preto. A escuridão é acentuada pela baixa pilosidade. As rainhas são pretas de cor quase uniforme. São prolíficos e com alta fertilidade conforme as condições ambientais.  A membrana de fechamento das células é aquosa, o aparelho reprodutor é bastante sensível a algumas doenças.

## Comportamento
Elas normalmente não geram múltiplas rainhas (poliginia) na época da enxameação. Seus movimentos são rápidos e bastante nervosos. Elas exibem, uma reação defensiva rápida, nervosismo e propensão a enxamear. Eaes fazem uso abundante de própolis. Uma ou duas abelhas sentinelas estão sempre presentes na entrada da colmeia. Se a colónia for perturbada, as sentinelas emitem um alarme persistente. 

## Taxonomia
Num estudo comparativo de A. m. iberiensis e cinco outras subespécies de Apis mellifera incluindo A.m. intermissa, A. m. monticola, A. m. scutellata, A. m. adansonii e A. m. capensis  mapas de clivagem obtidos através do uso de enzima de restrição mostraram que a abelha ibérica contém mtDNA semelhante a intermissa e também mellifera. Além disso,  a A. m. intermissa pertence a um grupo que experimentalmente, demonstrou ter mtD  N.A. (DNA mitocondriano) semelhante, incluindo monticola, scuttelata, adansonii e capensis.   
Nas populações de abelhas ibéricas, descobriu-se que haplótipos de mtDNA de cepas de abelhas africanas estavam frequentemente presentes. As populações de abelhas em migração formaram as colónias originais de abelhas na Europa Ocidental, desembarcando para eventualmente povoar o continente vindos de África através do Estreito de Gibraltar.

## Genoma
A Península Ibérica é uma zona de hibridização entre o norte de África e a Europa, a influência da Apis mellifera mellifera está presente nas abelhas localizadas a norte, e a influência da Apis mellifera intermissa está mais presente no sul, na Apis mellifera iberiensis. 
Apresenta seis haplótipos diferentes, cinco deles correspondem a uma linhagem evolutiva da África e um da Europa Ocidental. Daqui infere-se o carácter híbrido desta subespécie, que tem influência predominante no sul da Península Ibérica, com uma componente norte-africana que é gradualmente substituída em direção ao norte, pela Apis mellifera mellifera . 
A variabilidade genética do microssatélite dos cromossomos, é semelhante à das populações africanas no número de alelos detetados e nos valores de diversidade genética. Isto sugere a relação genética entre as populações da Andaluzia e do Norte de África.
Nas populações estudadas no norte de Portugal, existe uma grande variabilidade genética. A maioria das colônias, é predominantemente de origem Africana (linhagem A). Porém, encontraram-se haplótipos da linhagem M (europeia), sendo o haplótipo A16 o mais frequente. É no distrito de Bragança que se encontrou a maior diversidade genética. Estudos morfométricos das populações de Apis mellifera iberiensis nas Astúrias e no norte da Península Ibérica indicaram que a Cordilheira Cantábrica foi um fator de isolamento permitindo diferenças entre as populações.
Os resultados dos microssatélites variam acentuadamente entre as províncias. Em Cádiz a homogeneidade dos haplótipos contrasta com a variabilidade dos microssatélites, sugerindo a ocorrência de fenómenos recentes de introgressão de populações com haplótipos africanos, cuja origem é indeterminada.
O DNA de iberiensis está presente nas abelhas melíferas do oeste dos Estados Unidos onde as abelhas melíferas não são nativas e foram introduzidas da Espanha durante a conquista da América.

## Novos predadores

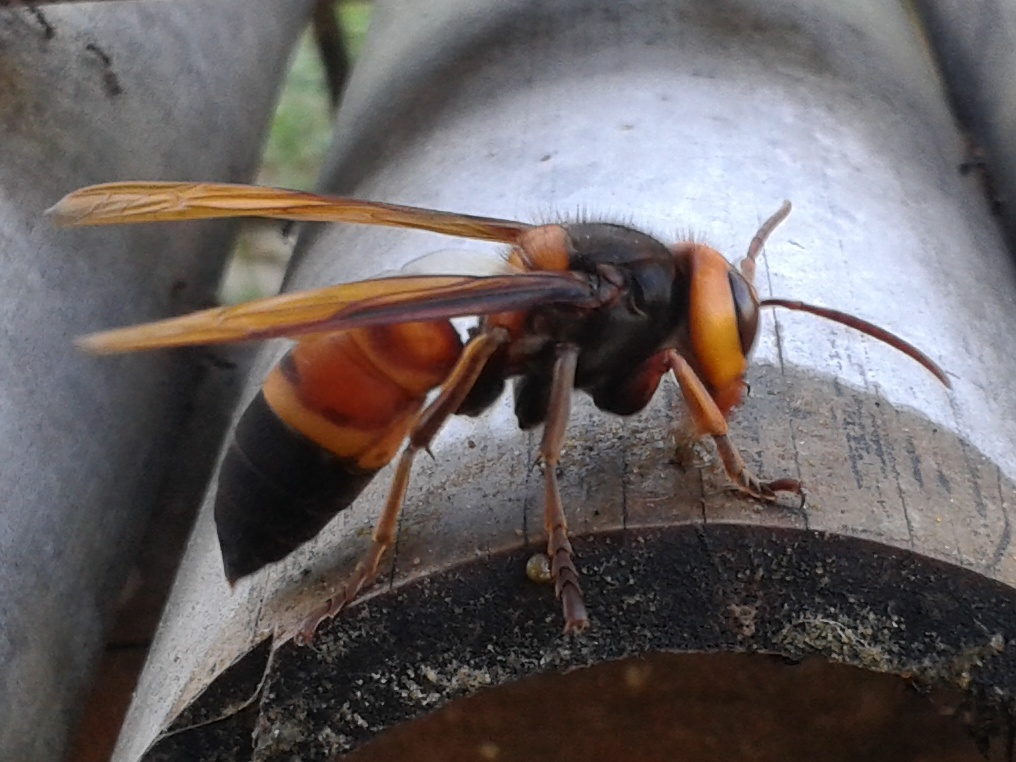
A vespa soror, uma possível nova ameaça para a abelha ibérica

Além dos predadores já conhecidos, junta-se agora uma série de novas predadores introduzidos acidentalmente e oriundos todos da Ásia. Trata-se da Vespa velutina, mas também possivelmente da vespa soror, já identificada no centro das Astúrias no ano de 2023. As abelhas ibéricas não estão preparadas para tal ameaças coma as suas parentes apis cerana que desenvolveram várias técnicas de defesa. Por isso elas depende exclusivamente da vigilância e medidas de proteção dos apicultores.